# Billy Bob Thornton
Billy Bob Thornton (Hot Springs, Arkansas; 4 de agosto de 1955) es un actor, director de cine y músico estadounidense. 
Ganador de un Óscar al mejor guion adaptado por Sling Blade y nominado a mejor actor de reparto por su interpretación en A Simple Plan. También fue ampliamente aclamado por su actuación de Lorne Malvo en la serie Fargo, por la cual ganó un globo de oro a mejor actor de miniserie.

## Primeros años
Billy Bob Thornton nació el 4 de agosto de 1955 en Hot Springs, Arkansas, hijo de Virginia Roberta (née Faulkner; fallecida en 2017), una psíquica, y  William Raymond "Billy Ray" Thornton (1929-1974), un profesor de historia y entrenador de baloncesto. Su hermano, Jimmy Don (1958-1988), escribió algunas canciones, de las cuales Thornton grabó dos en sus álbumes como solista.
Durante su juventud, Thornton vivió en varios sitios de Arkansas, incluyendo Alpine, Malvern y Mount Holly. Se crio en una numerosa familia metodista en una casa precaria que no tenía electricidad ni fontanería. En 1973 se graduó en la Malvern High School. Siendo un destacado jugador de baseball durante la secundaria, probó suerte en los Kansas City Royals, pero fue descartado después de sufrir una lesión. Tras un breve periodo colocando asfalto para el Departamento de Transporte y Carreteras Estatales de Arkansas, asistió a la Henderson State University para estudiar psicología, pero abandonó después de dos semestres.
A mediados de los años 1980, Thornton se instaló en Los Ángeles, California, para dedicarse a la actuación junto a Tom Epperson, su futuro compañero de escritura. Tuvo dificultades para abrirse el camino como actor y trabajó en telemarketing, en un parque eólico offshore y como gerente de comida rápida mientras asistía a castings para trabajos de actuación. También tocaba la batería y cantaba con la banda de rock sudafricana Jack Hammer. Mientras trabajaba como camarero en un evento de la industria, atendió al director de cine y guionista Billy Wilder. Tuvo una conversación con Wilder, quien le aconsejó que considerara dedicarse a escribir guiones.

## Carrera
Billy Bob comenzó su carrera artística como músico, tocando los tambores y cantando en una banda creada por Hank Williams Jr. llamada Tres Hombres. En 1981 se trasladó a Los Ángeles con su amigo de la infancia Tom Epperson para perseguir su sueño y actuar y escribir, durante ese periodo estudió leyes. Billy Bob buscó trabajo como cantante y redoblador. Él y Epperson intentaron durante años vender sus escritos, pero nadie se los compraba. Nunca llegó a ejercer como abogado.
Durante esa mala época, Billy Bob descuidó su salud y como consecuencia acabó en el hospital con problemas de corazón a causa de la malnutrición. En 1992 Billy Bob actuó en One False Move, una película que escribió conjuntamente con Epperson. El equipo finalmente recibió atención gracias a su trabajo, que fue muy bien recibido en Hollywood. Su popularidad creció mucho sobre todo después de Sling Blade (1996) que escribió, dirigió y donde participó como actor.
Billy recibió una estrella en el Paseo de la Fama de Hollywood el 7 de octubre de 2004.

## Vida privada
Billy Bob se ha casado seis veces y tiene cuatro hijos: su hija Amanda (fruto de su matrimonio con Melissa Lee Gatlin); sus hijos William y Harry (de su matrimonio con Pietra Dawn Cherniak); y su hija Bella, nacida en septiembre de 2004 diez años antes del matrimonio con la madre, Connie Angland.
En el año 2000 contrajo matrimonio con Angelina Jolie, a quien conoció en el rodaje de Fuera de control (1999) y que generó la imprevista ruptura en su relación con Laura Dern. Él y  Angelina Jolie se separaron en el año 2002. Más tarde fue pareja de Danielle Dotzenrod y después de una relación de diez años, contrajo matrimonio en 2014 con Connie Angland.

## Filmografía selecta

### Cine y televisión
| Año  | Título                        | Personaje                    |
| ---- | ----------------------------- | ---------------------------- |
| 1988 | South of Reno                 | Counterman                   |
| 1989 | Going Overboard               | Dave                         |
| 1989 | Chopper Chicks in Zombietown  | Tommy                        |
| 1992 | One False Move                | Ray Malcolm                  |
| 1993 | Tombstone                     | Johnny Tyler                 |
| 1993 | Blood in Blood Out            | Lightning                    |
| 1993 | Indecent Proposal             | Day Tripper                  |
| 1994 | On Deadly Ground              | Homer Carlton                |
| 1994 | Floundering                   | Gun Clerk                    |
| 1995 | Dead Man                      | Big George Drakoulious       |
| 1996 | Sling Blade                   | Karl Childers                |
| 1996 | Don't Look Back               | Marshall                     |
| 1997 | The Apostle                   | Troublemaker                 |
| 1997 | U Turn                        | Darrell                      |
| 1997 | La princesa Mononoke          | Jigo                         |
| 1998 | A Simple Plan                 | Jacob Mitchell               |
| 1998 | Armageddon                    | Dan Truman                   |
| 1998 | Homegrown                     | Jack Marsden                 |
| 1998 | Primary Colors                | Richard Jemmons              |
| 1999 | Pushing Tin                   | Russell Bell                 |
| 2000 | All the Pretty Horses         | Director                     |
| 2000 | South of Heaven, West of Hell | Brigadier Smalls             |
| 2001 | Monster's Ball                | Hank Grotowski               |
| 2001 | Bandits                       | Terry Lee Collins            |
| 2001 | The Man Who Wasn't There      | Ed Crane                     |
| 2002 | Waking Up in Reno             | Lonnie Earl Dodd             |
| 2002 | The Badge                     | Sheriff Darl Hardwick        |
| 2003 | Bad Santa                     | Willie                       |
| 2003 | Love Actually                 | Presidente de Estados Unidos |
| 2003 | Intolerable Cruelty           | Howard D. Doyle              |
| 2003 | Levity                        | Manuel Jordan                |
| 2004 | Friday Night Lights           | Entrenador Gary Gaines       |
| 2004 | The Alamo                     | Davy Crockett                |
| 2004 | Chrystal                      | Joe                          |
| 2005 | The Ice Harvest               | Vic Cavanaugh                |
| 2005 | Bad News Bears                | Morris Buttermaker           |
| 2006 | School for Scoundrels         | Dr. P/Dennis Sherman         |
| 2007 | El granjero astronauta        | Charles Farmer               |
| 2007 | Mr. Woodcock                  | Mr. Woodcock                 |
| 2008 | Eagle Eye                     | Morgan                       |
| 2008 | The Informers                 | William                      |
| 2010 | Faster / Venganza letal       | Policía/Slade Humpheries     |
| 2011 | Puss in Boots                 | Jack                         |
| 2012 | The Baytown Outlaws           | Carlos                       |
| 2014 | Fargo                         | Lorne Malvo                  |
| 2014 | The Judge                     | Dwight Dickham               |
| 2014 | The Big Bang Theory           | Dr. Lorvis                   |
| 2014 | Cut Bank                      | Big Stan                     |
| 2015 | Entourage                     | Larsen McCredle              |
| 2015 | Our Brand Is Crisis           | Pat Candy                    |
| 2016 | Bad Santa 2                   | Willie                       |
| 2016 | Goliath                       | Billy McBride                |
| 2018 | Campos de Londres             | Samsom Young                 |
| 2018 | En Mil Pedazos                | Leonard                      |
| 2024 | The Electric State            |                              |

## Discografía
- Private Radio (CD) - Universal Records - 2001
- Earl Scruggs And Friends (CD) - MCA Records - 2001
- The Edge of the World (CD) - Sanctuary Records - 2003
- Hobo (CD) - Big Deal Records - 2005
- Beautiful Door (CD) - New Door Records - 2007

## Premios y distinciones
Premios Óscar
| Año  | Categoría                       | Película      | Resultado |
| ---- | ------------------------------- | ------------- | --------- |
| 1997 | Mejor actor                     | Sling Blade   | Nominado  |
| 1997 | Mejor guion adaptado            | Sling Blade   | Ganador   |
| 1999 | Óscar al mejor actor de reparto | A Simple Plan | Nominado  |

Globo de oro
| Año  | Categoría                            | Película | Resultado |
| ---- | ------------------------------------ | -------- | --------- |
| 2014 | Mejor actor de miniserie o telefilme | Fargo    | Ganador   |